# Sem Steijn
Sem Steijn (* 17. November 2001 in Den Haag) ist ein niederländischer Fußballspieler. Seit 2025 steht der offensive Mittelfeldspieler bei Feyenoord Rotterdam unter Vertrag.

## Karriere
Sem Steijn, dessen Vater Maurice ebenfalls Fußballspieler war und derzeit Fußballtrainer ist, begann mit dem Fußball im Kindesalter bei Sportvereniging Klein Maar Dapper, kurz SV KMD, einem Amateurverein aus Wateringen, rund sieben Kilometer vom Stadtzentrum von Den Haag entfernt. Später wechselte er in die Fußballschule von ADO Den Haag und unterzeichnete dort im Juni 2018 seinen ersten Profivertrag.
Im Sommer 2018 wurde er an den Erstligisten VVV-Venlo verliehen, bei dem sein Vater Maurice Trainer war. Dort kam er sowohl in der Profimannschaft als auch in der U19 des Vereins zum Einsatz. Nachdem er bereits im September im KNVB-Beker gegen RKVV Westlandia sein Pflichtspieldebüt in der Profimannschaft gegeben hatte, kam er im Alter von 17 Jahren am 6. Dezember 2018 auch zu seinem ersten Einsatz in der Eredivisie, als er bei der 1:4-Niederlage bei Feyenoord Rotterdam eingesetzt wurde. Spielpraxis sammelte Sem Steijn in Venlo in der Provinz Limburg an der deutschen Grenze wenig, weshalb er nach dem Ablauf des Leihvertrages zu ADO Den Haag zurückkehrte. Diese verliehen ihn im Sommertransferfenster der Saison 2019/20 in die Vereinigten Arabischen Emirate an al-Wahda. Vater Maurice war dort Trainer, allerdings folgte für diesen im Oktober 2019 die Entlassung. Ende 2019 löste Sem seinen Leihvertrag auf und kehrte zu ADO Den Haag zurück.
Im Januar 2020 verlängerte Steijn seinen Vertrag bei den Den Haagern bis 2022, kam allerdings in der folgenden Zeit lediglich in der U21-Mannschaft zum Einsatz. 2021 stieg die Profimannschaft von ADO Den Haag aus der Eredivisie ab. In der Hinrunde der anschließenden Zweitliga-Saison 2021/22 gelang Steijn der Durchbruch in der ersten Mannschaft, als er sich im Mittelfeld etablierte und dabei als zentraler oder als offensiver Mittelfeldspieler eingesetzt wurde. Mit 15 Toren in 35 Ligaspielen wurde er dabei zweitbester Torschütze seiner Mannschaft hinter Stürmer Thomas Verheydt. ADO Den Haag qualifizierte sich für die Auf-und-Abstiegs-Play-offs und setzten sich dort gegen NAC Breda und gegen den FC Eindhoven durch, scheiterten allerdings im Finale an Excelsior Rotterdam und verpassten somit den direkten Wiederaufstieg.
In der Sommerpause 2022 verließ Sem Steijn ADO Den Haag endgültig und wechselte zum Erstligisten FC Twente Enschede, bei dem er bereits im März 2022 einen Vertrag bis 2025 mit einer Option auf eine Verlängerung um ein weiteres Jahr unterschrieben hatte. Nach 27 Einsätzen in seiner ersten Saison, die meisten davon als Einwechselspieler, gelang ihm dort in seiner zweiten Saison 2023/24 der Durchbruch als Stammspieler und Leistungsträger im Mittelfeld, wobei Steijn mit 17 Treffern in 34 Einsätzen der beste Torschütze seiner Mannschaft wurde.
Im Sommer 2025 wechselte Steijn zu Feyenoord Rotterdam.